# 1995년 현대건설 야구단 시즌
1995년 현대건설 야구단 시즌은 현대건설 야구단이 실업 리그에 참가한 첫 시즌이다. 최한익 감독이 팀을 이끌었으며, 안병환이 코치를 맡았다. 김봉연과 김시진이 인스트럭터로 팀에 합류했으며, 팀은 창단 첫 시즌에 실업 야구 리그 우승을 달성했다.

## 선수단
- 내야수 김재걸은 1994년 11월에 현대건설 야구단과 계약했으나 1995년 신인드래프트에서 삼성 라이온즈가 김재걸을 지명하면서 법적 공방이 벌어졌다. 결국 1995년 3월, 김재걸은 삼성 선수라는 판결이 나게 되면서 김재걸은 현대건설 야구단 소속으로는 한 경기도 뛰지 않게 되었다.
- 투수 : 문동환, 안희봉, 김동호, 염규빈, 조용범
- 포수 : 배종훈, 조태상
- 내야수 : 최창수, 문희성, 윤현필, 강필선, 장재명
- 외야수 : 조경환, 김낙관, 박은준, 윤제성